# 徐增
徐增（1612年—?1671年），字子益，又字無減，又字子能，别號而庵、梅鶴詩人。江南长洲人。
萬曆四十年（1612年）出生。早年患脚疾，行動不便，遂弃科举。崇禎年間諸生。金圣叹年长徐增四歲，两人为挚友。能詩文，又工書畫。崇祯八年（1635年）秋曾訪錢謙益。康熙九年冬季，应释戒显之邀至杭州灵隐寺。康熙十年（1671年）尚在世。著有《九诰堂集》、《池上草》、《而庵说唐诗》、《而庵诗话》、《元气集》、《灵隐寺志》等。